# Grand Prix Francie 1971
Grand Prix Francie 1971 (oficiálně LVII Grand Prix de France) se jela na okruhu Circuit Paul-Ricard v Le Castellet, Var ve Francii dne 4. července 1971. Závod byl pátým v pořadí v sezóně 1971 šampionátu Formule 1.

## Kvalifikace
| Poř. | No. | Jezdec               | Konstruktér      | Čas     | Ztráta |
| ---- | --- | -------------------- | ---------------- | ------- | ------ |
| 1    | 11  | Jackie Stewart       | Tyrrell-Ford     | 1:50.71 | —      |
| 2    | 5   | Clay Regazzoni       | Ferrari          | 1:51.53 | +0.82  |
| 3    | 4   | Jacky Ickx           | Ferrari          | 1:51.88 | +1.17  |
| 4    | 7   | Graham Hill          | Brabham-Ford     | 1:52.32 | +1.61  |
| 5    | 15  | Pedro Rodríguez      | BRM              | 1:52.46 | +1.75  |
| 6    | 14  | Jo Siffert           | BRM              | 1:52.50 | +1.79  |
| 7    | 12  | François Cevert      | Tyrrell-Ford     | 1:52.69 | +1.98  |
| 8    | 21  | Jean-Pierre Beltoise | Matra            | 1:52.92 | +2.21  |
| 9    | 20  | Chris Amon           | Matra            | 1:52.94 | +2.23  |
| 10   | 24  | Rolf Stommelen       | Surtees-Ford     | 1:53.10 | +2.39  |
| 11   | 9   | Denny Hulme          | McLaren-Ford     | 1:53.24 | +2.53  |
| 12   | 17  | Ronnie Peterson      | March-Alfa Romeo | 1:53.36 | +2.65  |
| 13   | 22  | John Surtees         | Surtees-Ford     | 1:53.57 | +2.86  |
| 14   | 8   | Tim Schenken         | Brabham-Ford     | 1:53.58 | +2.87  |
| 15   | 2   | Reine Wisell         | Lotus-Ford       | 1:53.75 | +3.04  |
| 16   | 16  | Howden Ganley        | BRM              | 1:53.77 | +3.06  |
| 17   | 1   | Emerson Fittipaldi   | Lotus-Ford       | 1:54.22 | +3.51  |
| 18   | 27  | Henri Pescarolo      | March-Ford       | 1:54.27 | +3.56  |
| 19   | 10  | Peter Gethin         | McLaren-Ford     | 1:54.90 | +4.19  |
| 20   | 33  | Nanni Galli          | March-Ford       | 1:55.52 | +4.81  |
| 21   | 19  | Andrea de Adamich    | March-Alfa Romeo | 1:56.17 | +5.46  |
| 22   | 18  | Alex Soler-Roig      | March-Ford       | 1:57.07 | +6.36  |
| 23   | 28  | Max Jean             | March-Ford       | 1:59.79 | +9.08  |
| 24   | 34  | François Mazet       | March-Ford       | 2:00.51 | +9.80  |

## Závod
| Poř.   | No. | Jezdec               | Konstruktér      | Počet kol | Čas/Odstoupení    | Pořadí na startu | Body |
| ------ | --- | -------------------- | ---------------- | --------- | ----------------- | ---------------- | ---- |
| 1      | 11  | Jackie Stewart       | Tyrrell-Ford     | 55        | 1:46:42.3         | 1                | 9    |
| 2      | 12  | François Cevert      | Tyrrell-Ford     | 55        | + 28.12           | 7                | 6    |
| 3      | 1   | Emerson Fittipaldi   | Lotus-Ford       | 55        | + 34.07           | 17               | 4    |
| 4      | 14  | Jo Siffert           | BRM              | 55        | + 37.17           | 6                | 3    |
| 5      | 20  | Chris Amon           | Matra            | 55        | + 41.08           | 9                | 2    |
| 6      | 2   | Reine Wisell         | Lotus-Ford       | 55        | + 1:16.02         | 15               | 1    |
| 7      | 21  | Jean-Pierre Beltoise | Matra            | 55        | + 1:16.93         | 8                |      |
| 8      | 22  | John Surtees         | Surtees-Ford     | 55        | + 1:24.91         | 13               |      |
| 9      | 10  | Peter Gethin         | McLaren-Ford     | 54        | + 1 kolo          | 19               |      |
| 10     | 16  | Howden Ganley        | BRM              | 54        | + 1 kolo          | 16               |      |
| 11     | 24  | Rolf Stommelen       | Surtees-Ford     | 53        | + 2 kola          | 10               |      |
| 12     | 8   | Tim Schenken         | Brabham-Ford     | 50        | Tlak oleje        | 14               |      |
| 13     | 34  | François Mazet       | March-Ford       | 50        | + 5 kol           | 23               |      |
| NC     | 28  | Max Jean             | March-Ford       | 46        | + 9 kol           | 22               |      |
| Ret    | 27  | Henri Pescarolo      | March-Ford       | 45        | Převodovka        | 18               |      |
| Ret    | 7   | Graham Hill          | Brabham-Ford     | 34        | Olejové potrubí   | 4                |      |
| Ret    | 19  | Andrea de Adamich    | March-Alfa Romeo | 31        | Motor             | 20               |      |
| Ret    | 15  | Pedro Rodríguez      | BRM              | 27        | Zapalování        | 5                |      |
| Ret    | 5   | Clay Regazzoni       | Ferrari          | 20        | Nehoda            | 2                |      |
| Ret    | 17  | Ronnie Peterson      | March-Alfa Romeo | 19        | Motor             | 12               |      |
| Ret    | 9   | Denny Hulme          | McLaren-Ford     | 16        | Zapalování        | 11               |      |
| Ret    | 4   | Jacky Ickx           | Ferrari          | 4         | Motor             | 3                |      |
| Ret    | 18  | Alex Soler-Roig      | March-Ford       | 4         | Palivové čerpadlo | 21               |      |
| DNS    | 33  | Nanni Galli          | March-Ford       |           | Engine            |                  |      |
| Zdroj: |     |                      |                  |           |                   |                  |      |

## Průběžné pořadí po závodě
Pohár jezdců
|        | Pořadí | Jezdec          | Body |
| ------ | ------ | --------------- | ---- |
|        | 1      | Jackie Stewart  | 33   |
|        | 2      | Jacky Ickx      | 19   |
|        | 3      | Mario Andretti  | 9    |
|        | 4      | Pedro Rodríguez | 9    |
|        | 5      | Ronnie Peterson | 9    |
| Zdroj: |        |                 |      |

Pohár konstruktérů
|        | Pořadí | Konstruktér  | Body |
| ------ | ------ | ------------ | ---- |
| 1      | 1      | Tyrrell-Ford | 33   |
| 1      | 2      | Ferrari      | 28   |
|        | 3      | BRM          | 12   |
|        | 4      | March-Ford   | 9    |
| 2      | 5      | Lotus-Ford   | 9    |
| Zdroj: |        |              |      |